# Flip Records
Flip Records es una discográfica con base en California, Estados Unidos. Fue fundada en 1994 por Jordan Schur.
Flip se ha especializado en trabajar con grupos norteamericanos de música metal y sus derivados. Entre sus grupos principales figuran bandas como Limp Bizkit, Staind, Dope, y Cold.
- Datos: Q3746620